# اندیس تراورتن اشکفت میمه
تراورتن اشکفت میمه یک اندیس مصالح ساختمانی است که در حوالی شهر کاشان استان اصفهان قرار دارد و مادهٔ معدنی موجود در آن، تراورتن است.سنگ میزبان این اندیس سنگ آهک است و دیرینگی آن به دوران آلبین - آپسین ( کرتاسه ) می‌رسد. 